# Jeff Webster
Jeffrey Tyrone Webster, detto Jeff (Pine Bluff, 19 febbraio 1971), è un ex cestista statunitense, professionista nella NBA, in Sudamerica e in Asia.

## Carriera

### Club
Dopo 5 stagioni alla University of Oklahoma, venne selezionato al secondo giro del draft NBA 1994 come 40ª scelta assoluta dai Miami Heat, con cui tuttavia non giocò alcun incontro. Nel giugno 1995 venne ceduto ai Washington Bullets: disputò 11 incontri, prima di risolvere il contratto nel dicembre dello stesso anno.
Ha poi militato nei Sioux Falls Skyforce; in Giappone nei Mitsui Falcons e negli Hamamatsu Higashimikawa Phoenix; in Argentina nel Libertad de Sunchales; in Libano nello Champville.

### Nazionale
Con gli Stati Uniti vinse la medaglia d'oro alla XVII Universiade di Buffalo nel 1993; disputò 7 incontri, mettendo a segno 39 punti totali.

## Palmarès
- McDonald's All-American Game (1994)